# Weberstraße 25 (Quedlinburg)

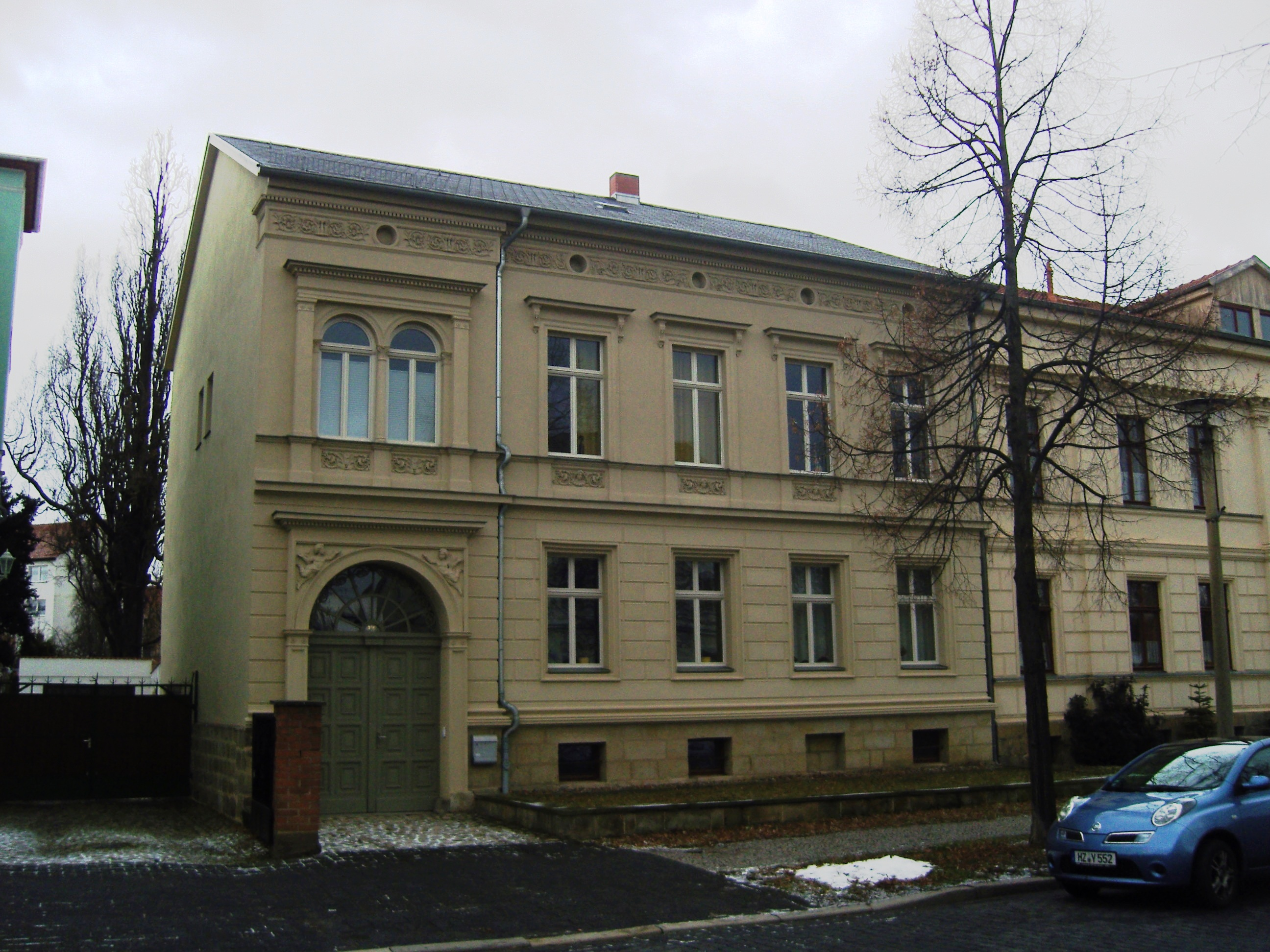
Haus Weberstraße 25

Das Haus Weberstraße 25 ist ein denkmalgeschütztes Gebäude in der Stadt Quedlinburg in Sachsen-Anhalt.

## Lage
Es befindet sich im nördlichen Teil der historischen Quedlinburger Neustadt. Im Quedlinburger Denkmalverzeichnis ist es als Wohnhaus eingetragen. Nördlich grenzt das gleichfalls denkmalgeschützte Haus Weberstraße 26 an.

## Architektur und Geschichte
Der verputzte Massivbau entstand in spätklassizistischem Stil in der zweiten Hälfte des 19. Jahrhunderts. Die Fassade ist reich mit Ornamenten verziert. Am als rundbogiges Portal gestalteten Hauseingang befinden sich aus Sandstein gefertigte Zwickelfiguren. Das Oberlicht des Portals ist mit schmalen Sprossen gegliedert.